# Onkel Harrys seltsame Affäre
Onkel Harrys seltsame Affäre (Originaltitel The Strange Affair of Uncle Harry oder Uncle Harry) ist ein in Schwarzweiß gedrehtes US-amerikanisches Filmdrama und ein Film noir von Robert Siodmak aus dem Jahr 1945.

## Handlung
Modedesigner Harry Quincey ist trotz seines fortgeschrittenen Alters immer noch Junggeselle und wird von den Einwohnern der Kleinstadt, in der er wohnt, nur „Onkel Harry“ genannt. Er lebt mit seinen Schwestern, der verwitweten Hester und der ebenfalls unverheirateten, besitzergreifenden Lettie, im Familienanwesen, dem einzig verbliebenen Besitztum der einstmals vermögenden Quinceys. Als die junge, attraktive Deborah an Harrys Arbeitsplatz ihre Stelle antritt, bringt sie das Leben des Junggesellen gehörig durcheinander. Harry verliebt sich in die junge Frau. Als er erfährt, dass sie mit ihrem gemeinsamen Arbeitgeber John Warren auf Geschäftsreise gehen will, macht er ihr einen Heiratsantrag, den sie auch annimmt.
Während Hester über Harrys Heiratspläne erfreut ist, setzt die eifersüchtige Lettie alles daran, die Verbindung zu zerstören. Harry und Deborah erkennen, dass sie nur durch den Umzug in eine andere Stadt gemeinsam glücklich werden können. Daraufhin scheint Lettie schwer zu erkranken; als Deborah Harry ein Ultimatum stellt und ihn zwingt, zwischen einem Leben mit ihr und seiner Schwester zu wählen, entscheidet er sich für Lettie. Enttäuscht und wütend verlässt Deborah ihn.
Bald darauf erfährt Harry, dass Deborah und John Warren geheiratet haben. Als Lettie sich schlagartig erholt, begreift er, dass er von ihr hintergangen wurde. Er beschließt, Lettie zu vergiften, doch durch ein Versehen trinkt Hester das für ihre Schwester präparierte Getränk und stirbt. Lettie wird des Mordes bezichtigt, angeklagt und zum Tode verurteilt. Harry gesteht, dass er die Verantwortung für Hesters Tod trägt, doch niemand schenkt ihm Glauben, da jedermann annimmt, Harry wolle selbstlos seine verurteilte Schwester retten. Bei einem Besuch im Gefängnis bekennt Lettie, dass sie ihre Hinrichtung mit dem vollen Wissen auf sich nehme, dass Harry ein Leben lang unter seiner Schuld leiden und damit immer an sie gebunden sein werde.
Nach dem scheinbaren Gefängnisbesuch erwacht Harry in seinem Zimmer. Deborah betritt den Raum, sie hat sich gegen die Heirat mit John Warren entschieden und ist zu ihm zurückgekehrt. Nach ihr tritt Hester ein, auch ihr Tod und Letties Verurteilung waren nur ein Traum.

## Hintergrund
Der Film basiert auf dem 1942 uraufgeführten Theaterstück Uncle Harry von Thomas Job. Der Stoff wurde von Joseph Breens „Production Code Administration“, die die Einhaltung der im Hays Code diktierten Zensurrichtlinien überwachte, beanstandet, weil die Hauptfigur Harry nicht für ihre Tat bestraft wird. Laut Siodmak-Kenner Joseph Greco ließ die Produktionsgesellschaft Universal, um Konflikte zu vermeiden, von Roy William Neill einen Epilog drehen, der Harrys Giftmord als Traum ausweist. Produzentin Joan Harrison und Robert Siodmak lehnten das aufgesetzte Happy End ab, und Harrison verließ aus Protest Universal. In seiner Autobiografie führt Siodmak dagegen an, die Idee, das Geschehen als Traum darzustellen, stamme von ihm. Einig sind sich beide Quellen dahingehend, dass der Film bis zum Kinostart mehrmals umgeschnitten wurde.
Onkel Harrys seltsame Affäre startete am 17. August 1945 in den USA. In der BRD wurde der Film nicht im Kino gezeigt, sondern erstmals am 11. Juli 1983 im Fernsehen ausgestrahlt.

## Kritik
„Eine farblose, eintönige Aneinanderreihung routinehafter Episoden. […] Robert Siodmaks Regie ist seltsam lahm und hölzern. Zudem ist George Sanders völlig fehlbesetzt als mörderischer Weichling.“

„Obwohl nicht so fieberhaft ‚noir‘ wie Siodmaks beste Arbeiten (Zeuge gesucht, Rächer der Unterwelt, Schrei der Großstadt), ist dieser eher Hitchcock’sche Kleinstadt-Thriller eine gewohnt beeindruckende Studie über allerlei Formen von Besessenheit.“

„Hollywood-Psychodrama, das vor allem durch intensive schauspielerische Leistungen besticht. Das kompromißlerische Happy-End (der Mordanschlag erweist sich als Traumfantasie) kam auf Druck der Produzenten zustande und entschärft die latente Gesellschaftskritik des Stoffes.“